# Пинто ди Фария, Ларри
Ларри́ Пи́нто ди Фари́я (порт.-браз. Larry Pinto de Faria), или просто Ларри́ (3 ноября 1932 года, Нова-Фрибургу, штат Рио-де-Жанейро — 6 мая 2016 года) — бразильский футболист, нападающий, пятый бомбардир в истории «Интернасьонала» (Порту-Алегри), участник олимпийского футбольного турнира 1952 года, победитель Панамериканского чемпионата 1956 года в составе сборной Бразилии.

## Биография
Начинал играть в футбол в родном штате, в 1951 году попал в состав столичного «Флуминенсе», но за три года так и не сумел стать твёрдым игроком основы «трёхцветных», хотя довольно регулярно забивал голы. В 1954 году Ларри перешёл в «Интернасьонал». В первом же Гре-Нале стал настоящим любимцем торсиды «Интера», отправив в ворота «Гремио» четыре гола, а «колорадос» праздновали победу в матче со счётом 6:2. Примерно год новичок жил в одном доме с другими игроками «Интера» — Бодиньо, Жеронимо и Салвадором, — пока новой звезде команды не предоставили собственное жильё. Дом располагался в непосредственной близости от старой арены «Интера» — Стадиона эвкалиптов.
До конца 1950-х Ларри формировал мощную связку с пернамбуканцем Бодиньо, которую в следующем десятилетии сравнивали с парой «Сантоса» Пеле—Коутиньо. В чемпионате штата Риу-Гранди-ду-Сул 1955 года Ларри в 18 играх забил 23 гола, при этом даже не стал лучшим бомбардиром, поскольку его партнёр Бодиньо забил ещё больше — 25 голов. В том году Ларри завоевал свой первый титул чемпиона штата, второй же пришёл к нападающему на самом закате карьеры — в 1961 году.
Ларри забил за «Интернасьонал» 176 голов. Это делает его пятым бомбардиром в истории клуба после Карлитоса (326 голов), Бодиньо (244), Клаудиомиро (210) и Валдомиро (192).
В 1952 году Ларри в составе Олимпийской сборной Бразилии принял участие в Играх в Хельсинки. В первой игре футбольного турнира бразильцы уступали сборной Нидерландов уже на 15-й минуте. Умберто Тоцци на 25-й минуте счёт сравнял, а до перерыва Ларри отметился дублем, в том числе реализовав первый пенальти в истории Олимпийской сборной, а в итоге Бразилия довела матч до победы со счётом 5:1. Во второй игре голы Ларри и Умберто Тоцци принесли победу Бразилии над сборной Люксембурга, сумевшей оказать достойное сопротивление южноамериканцам — 2:1. В ¼ финала Ларри вновь открыл счёт на 12-й минуте игры против сборной ФРГ. На 74-й минуте Зозимо сделал счёт 2:0, но уже через минуту немцы отквитали один мяч, а на 89-й минуте и вовсе сравняв счёт. На 96-й минуте Вилли Шрёдер забил свой второй мяч в игре, а на 120-й минуте немцы забили и четвёртый мяч — 4:2 и Бразилия вылетела из турнира. Ларри стал лучшим бомбардиром своей сборной на турнире (4 гола в 3 матчах).
В 1956 году Ларри в составе сборной Бразилии (которую фактически представляла сборная Гаушу — штата Риу-Гранди-ду-Сул) стал победителем Панамериканского чемпионата. Всего за основную сборную Бразилии Ларри провёл 6 матчей и забил 4 гола.
Стиль игры Ларри характеризовался как элегантный и техничный, это позволяло нападающему избегать сильных контактов с защитниками соперника.
В 1962 году Ларри завершил карьеру футболиста и ушёл в политику, сразу же став депутатом законодательного собрания штата Риу-Гранди-ду-Сул. Также работал комментатором на различных телевизионных каналах юга Бразилии. Женат, есть дети.

## Статистика выступлений за «Интернасьонал»
По данным официального сайта «Интернасьонала»
| Год   | Игры | Голы |
| 1954  | 25   | 29   |
| 1955  | 40   | 45   |
| 1956  | 20   | 19   |
| 1957  | 36   | 20   |
| 1958  | 42   | 28   |
| 1959  | 20   | 8    |
| 1960  | 40   | 16   |
| 1961  | 33   | 11   |
| 1962  | 5    |      |
| Итого | 260  | 176  |

## Статистика выступлений за сборную Бразилии
По данным сайта 11v11.com
| Матчи и голы Ларри за сборную Бразилии | Матчи и голы Ларри за сборную Бразилии | Матчи и голы Ларри за сборную Бразилии | Матчи и голы Ларри за сборную Бразилии | Матчи и голы Ларри за сборную Бразилии | Матчи и голы Ларри за сборную Бразилии | Матчи и голы Ларри за сборную Бразилии |
| #                                      | Дата                                   | Место проведения                       | Соперник                               | Счёт                                   | Соревнование                           | Голы                                   |
| -------------------------------------- | -------------------------------------- | -------------------------------------- | -------------------------------------- | -------------------------------------- | -------------------------------------- | -------------------------------------- |
| 1952 (Олимпийская сборная)             |                                        |                                        |                                        |                                        |                                        |                                        |
| 1                                      | 16 июля                                | Веритас Стадион, Турку                 | Нидерланды                             | 5:1                                    | Олимпийские игры                       | 2 (2)                                  |
| 2                                      | 21 июля                                | Урхейлукескус, Котка                   | Люксембург                             | 2:1                                    | Олимпийские игры                       | 1 (3)                                  |
| 3                                      | 24 июля                                | Тёёлён Паллокенття, Хельсинки          | Германия                               | 4:2 (д.в.)                             | Олимпийские игры                       | 1 (4)                                  |
| 1956                                   |                                        |                                        |                                        |                                        |                                        |                                        |
| 1                                      | 1 марта                                | Олимпийский стадион, Мехико            | Чили                                   | 2:1                                    | Панамериканский чемпионат              |                                        |
| 2                                      | 6 марта                                | Олимпийский стадион, Мехико            | Перу                                   | 1:0                                    | Панамериканский чемпионат              | 1 (1)                                  |
| 3                                      | 8 марта                                | Олимпийский стадион, Мехико            | Мексика                                | 2:1                                    | Панамериканский чемпионат              |                                        |
| 4                                      | 13 марта                               | Олимпийский стадион, Мехико            | Коста-Рика                             | 7:1                                    | Панамериканский чемпионат              | 3 (4)                                  |
| 5                                      | 1 марта                                | Олимпийский стадион, Мехико            | Аргентина                              | 2:2                                    | Панамериканский чемпионат              |                                        |
| 6                                      | 25 апреля                              | Сан-Сиро, Милан                        | Италия                                 | 0:3                                    | Товарищеский матч                      |                                        |

## Титулы и достижения
- Чемпион штата Риу-Гранди-ду-Сул (2): 1955, 1961
- Победитель Панамериканского чемпионата (1): 1956
- Занимает 8-е место в списке наиболее значимых игроков «Интернасьонала» по версии издания Placar